# 联义山庄

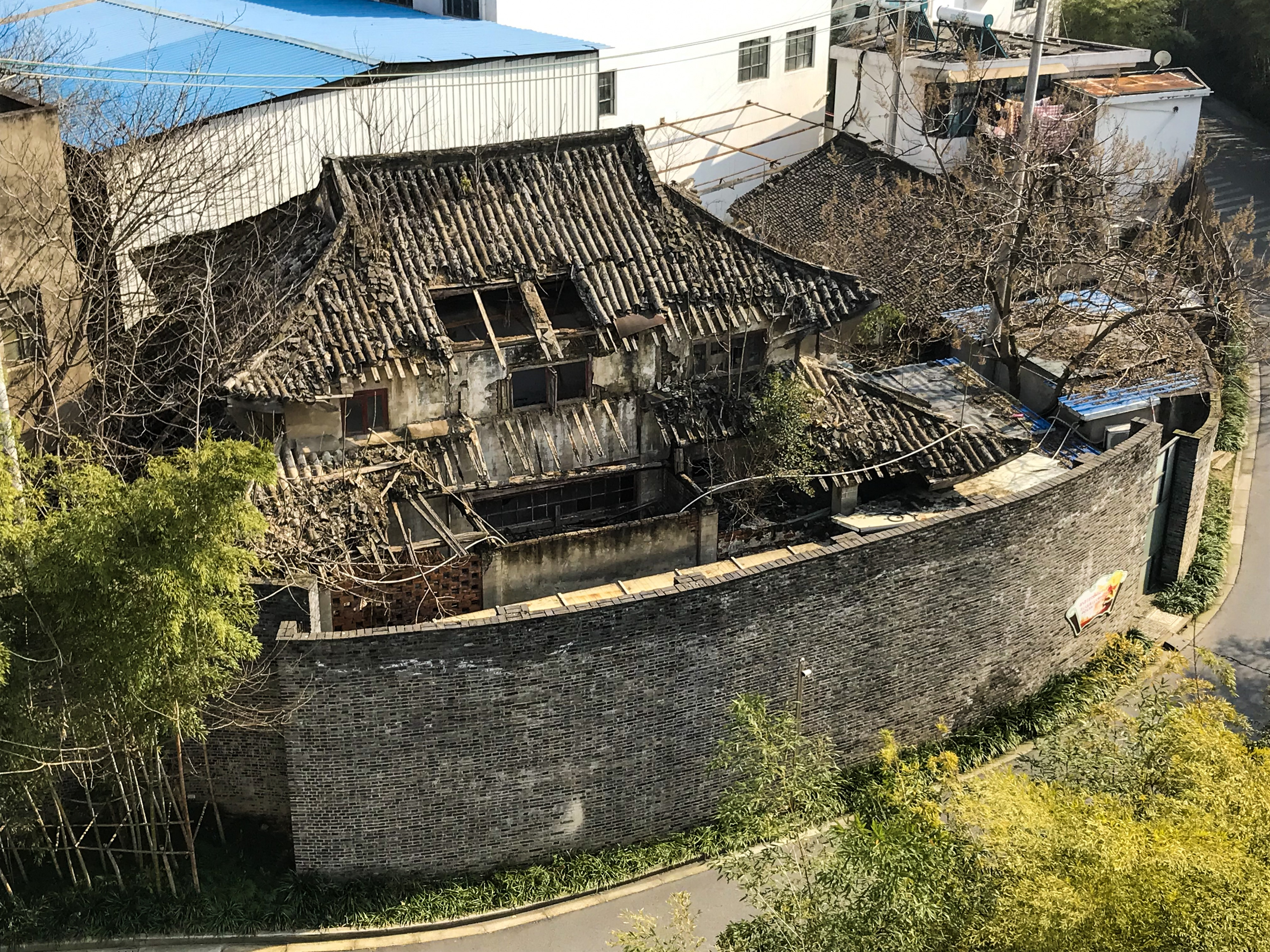
静安区文物保护点——联义山庄遗址

聯義山莊是上海原有的一處公墓，舊址位於今靜安區閘北大寧德必易园區。公墓始建於民國13年（1924年），至1966年文化大革命期间被毁，曾是上海最大的公墓。公墓的葬主以廣肇人士為主，包括阮玲玉、吳鐵城父母等，以及潘公展等社會人士均葬於此。

## 历史
民国13年（1924年）5月，粤商林镒泉购今上海市靜安区大宁路街道共和新路灵石路西端农田、荒地10余亩，建园造舍、营造私家坟地。内广植树木花草，环境优美，人称林家花园。后由粤商联合会接办，为广东籍人专用公墓，定名联义山庄。有厅屋数间和办公用房。并扩大范围与面积，四周扩至400亩。辟有墓穴11,595穴，墓穴除特等外，还分甲、乙、丙、丁4等，另有免费和半价穴区。墓园曾葬有电影演員阮玲玉、劝工大楼血案中死亡的職工梁仁达、上海市长吴铁城父母、杨杏佛、周璇等。上海沦陷时期，山庄被日军侵占，墓园荒芜。抗日战争胜利后修整。中華人民共和國建國初期，为上海市甲等公墓。至1956年，山庄埋葬棺柩4万余具。同年7月，联义山庄由上海市殡葬管理所接管，改为市办公墓。
1966年8月，受“文化大革命”影响，公墓被視为“四旧”（旧思想、旧文化、旧风俗、旧习惯）的代表。“红卫兵”、“造反派”进庄大破“四旧”，农民跟随挖掘翻捣，拆碑铺路，砍伐树木。公墓坟墓被掘除，残存房屋被铲除，山庄毁损殆尽。

## 现状
今为上海鼓风机厂、风华初级中学等单位所在地。2017年6月28日，联义山庄遗址被上海市静安区文物局公布为静安区文物保护点。